# Forever (album van Jack Jersey)
Forever is een muziekalbum van Jack Jersey uit 1977.
Er staan vier nummers op die hij ook als single heeft uitbracht: Forever, Lonely me, On this night of a thousand stars en Blue brown-eyed lady. De laatste maakte ook al deel uit van zijn verzamelalbum The best of Jack Jersey uit 1976.
Het album bereikte nummer 22 in de Album Top 40 van Veronica. Bij elkaar bleef het 10 weken in deze hitlijst staan. Het album werd bekroond met goud.

## Nummers
| Nr. | naam                              | schrijver                                   | duur |
| --- | --------------------------------- | ------------------------------------------- | ---- |
| A1  | Lonely me                         | Jack de Nijs                                | 3:04 |
| A2  | Keep on shakin'                   | Jack de Nijs                                | 2:10 |
| A3  | Sweet ol' dreams                  | Jack de Nijs                                | 2:31 |
| A4  | On this night of a thousand stars | Andrew Lloyd Webber en Tim Rice             | 2:43 |
| A5  | Heaven's no more heaven           | Jack de Nijs                                | 2:40 |
| A6  | Blue brown eyed lady              | Jack de Nijs                                | 3:25 |
| B1  | Forever                           | Jack de Nijs en Jacques Verburgt            | 3:18 |
| B2  | Anita                             | Waylon Jennings, Don Bowman en Jack de Nijs | 2:39 |
| B3  | Higher than the mountains         | Jack de Nijs                                | 2:27 |
| B4  | Honey babe                        | Jack de Nijs                                | 2:41 |
| B5  | You're not gonna see me cryin'    | Jack de Nijs                                | 3:16 |
| B6  | You're the only reason            | Jack de Nijs                                | 2:35 |